# Piotr Matys
Piotr Matys (Białystok, 21 luglio 1978) è un ex calciatore polacco, di ruolo attaccante.

## Carriera
Formatosi nel Jagiellonia Białystok, nel 1996 è ingaggiato dal PSV, società olandese con cui milita tra le riserve.
Nel gennaio 1998 si trasferisce in Svizzera, al Losanna, club con cui raggiunge il terzo posto nei play off del massimo campionato svizzero 1997-1998.
La stagione seguente torna in patria, per giocare con il Łódzki Klub Sportowy, con cui ottiene l'undicesimo posto nella massima serie polacca.
Dal 1999 milita per due stagioni nel Stomil Olsztyn, sempre in massima serie polacca.
Nel 2001 si trasferisce in Italia, al Mestre, per militare nella Serie C2 2001-2002. Con i lagunari ottiene il dodicesimo posto del Girone B.
La stagione seguente passa al Genoa, società cadetta italiana con cui non gioca nessun incontro. Nel gennaio del 2003 passa all'Alessandria, club di quarta serie con cui retrocede in Serie D al termine della stagione.
La stagione seguente torna a giocare in massima serie polacca con il Widzew Łódź che lascerà nel gennaio 2004 per giocare nel Górnik Łęczna, club con cui otterrà l'ottavo posto nell'Ekstraklasa.
Nel 2005 torna a giocare per il Jagiellonia Białystok che lascerà per tornare in Italia per giocare con il Tolentino che disputa la Serie D 2005-2006. Con il club marchigiano ottiene il quarto posto del Girone F.
La stagione seguente passa al Boca San Lazzaro, club con cui retrocede in Serie D al termine dei play out del Girone B.
Gli ultimi due anni di carriera li gioca in patria tra le file del Ruch Wysokie Mazowieckie e del Narew Ostrołęka.

## Palmarès

### Club

#### Competizioni nazionali
- Coppa Svizzera: 1

Losanna: 1997-1998